# Col du Ballon d'Alsace
 (juillet 2013).
Si vous disposez d'ouvrages ou d'articles de référence ou si vous connaissez des sites web de qualité traitant du thème abordé ici, merci de compléter l'article en donnant les références utiles à sa vérifiabilité et en les liant à la section « Notes et références ».
Le col du Ballon d'Alsace (1 174 m) est un col du massif des Vosges, entre le département des Vosges et le Territoire de Belfort. Il doit son nom au Ballon d'Alsace, plus haut sommet du Territoire de Belfort, qu'il contourne par l'ouest.

## Géographie

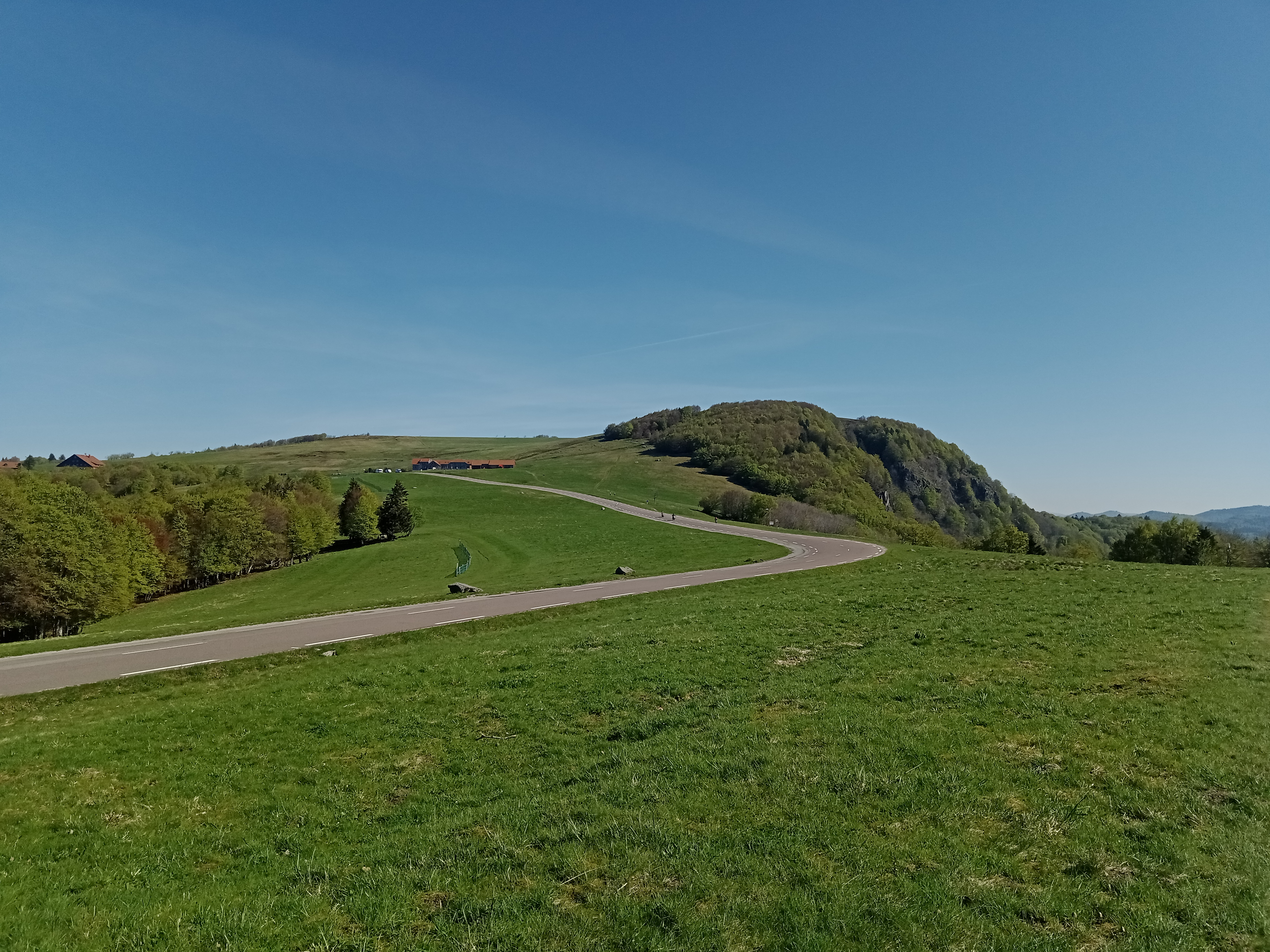
Les chaumes et le final de la route du col du Ballon d'Alsace venant de Sewen et Giromagny.

La route reliant la vallée de la Moselle au nord aux vallées de la Savoureuse au sud et celle de la Doller à l'est franchit un col proche du sommet, à l'altitude de 1 174 mètres ; le sommet n'est quant à lui qu'à 1 248 mètres.
Topographiquement, ce passage n'est pas réellement un col : en effet, il est proche du sommet alors que des passages existent à des altitudes moindres. Mais l'escarpement de ces derniers (passage dans le versant est, extrêmement raide et soumis à un enneigement long et important, accessible seulement à pied), ou leur éloignement des axes de circulation (col du Stalon à l'extrémité de la vallée du Rahin, entre les sommets des Ballons d'Alsace et de Servance, emprunté par une piste forestière) ont conduit à préférer le passage actuel.

## Histoire

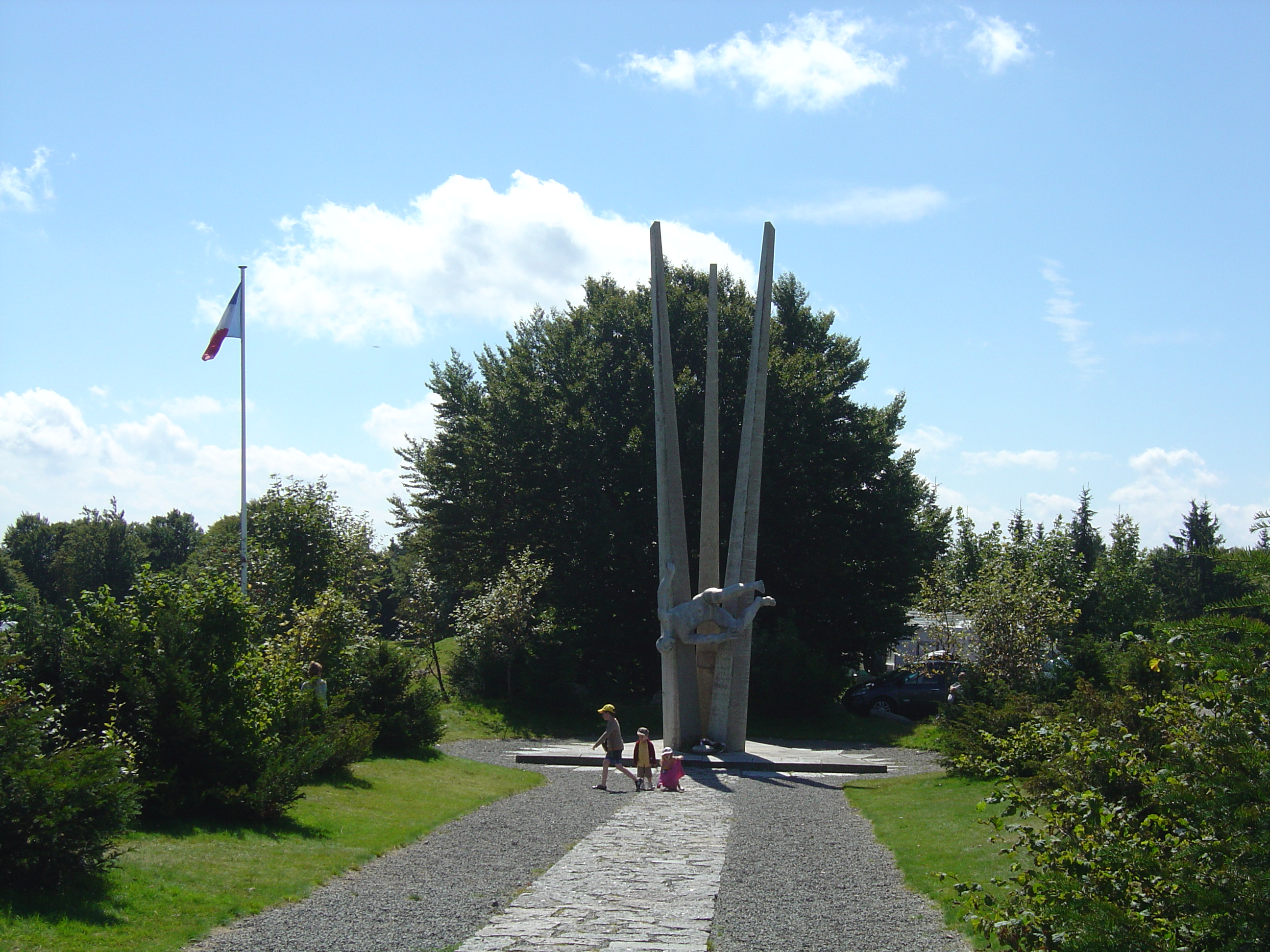
Monument en mémoire des démineurs.

La première de ces voies de communication a été voulue par le roi Louis XV.
Un monument à la gloire des démineurs a été inauguré le 6 juillet 1952, en présence d'Eugène Claudius-Petit, ministre de la Reconstruction et de l'Urbanisme.

## Cyclisme

### Profil de l'ascension
Le versant nord qui débute à Saint-Maurice-sur-Moselle (551 m) est couramment appelé la « montée historique » car il fut le premier versant du Ballon d’Alsace escaladé par le Tour de France en 1905. Il totalise 9 kilomètres d’ascension avec des pourcentages très réguliers d’environ 7 % à chaque kilomètre. Après quelques lacets dans Saint-Maurice sur Moselle pour s’élever au-dessus du village, la route passe au milieu de prairies d’où on peut apercevoir le Ballon de Servance plus haut. Ensuite, la route serpente en épingles dans la forêt avant d’arriver à un paysage de chaumes peu avant l'auberge de « la Jumenterie » (1 069 m) au km 7,6. Le dernier kilomètre est légèrement plus raide mais la pente excède rarement les 8 % sur l’ensemble de la montée.
Le versant est qui débute à Sewen (502 m) a une longueur d'environ 13 kilomètres, pour 671 m de dénivelé soit une pente moyenne de 5,1 %. Cependant, les deux premiers kilomètres étant quasi-plats, on considère le vrai départ de l’ascension après le lac de Sewen et avant les premiers virages. À partir de là, une série de lacets dans des pourcentages avoisinant les 6 % permet de se hisser jusqu’au barrage du lac d’Alfeld (621 m) au km 3,6. Après ce lac, la difficulté se corse nettement avec 4 kilomètres successifs dont les pourcentages affichés sont compris entre 7,8 et 8,6 % sur une route grimpant dans la forêt. Mais cette portion difficile est suivie d’un replat et même une légère descente sur environ deux kilomètres avant d’arriver au croisement (1 083 m), au km 10,8, avec les routes de Giromagny et du Ballon d’Alsace. Il reste alors un peu plus de 2 kilomètres dans des pourcentages proches de 4 % et des paysages de chaumes dans le dernier kilomètre. Ce versant est donc nettement plus irrégulier que le précédent. Un point de vue peu avant la ferme-auberge du Ballon d’Alsace permet de voir le lac d'Alfeld plus bas et ainsi apprécier le dénivelé de la montée.
Enfin, il est possible de grimper ce col par le versant sud qui débute à Malvaux pour un total de 12,4 kilomètres. Ce versant est considéré comme le plus facile des trois et se termine sur le même final que celui escaladé par Sewen.

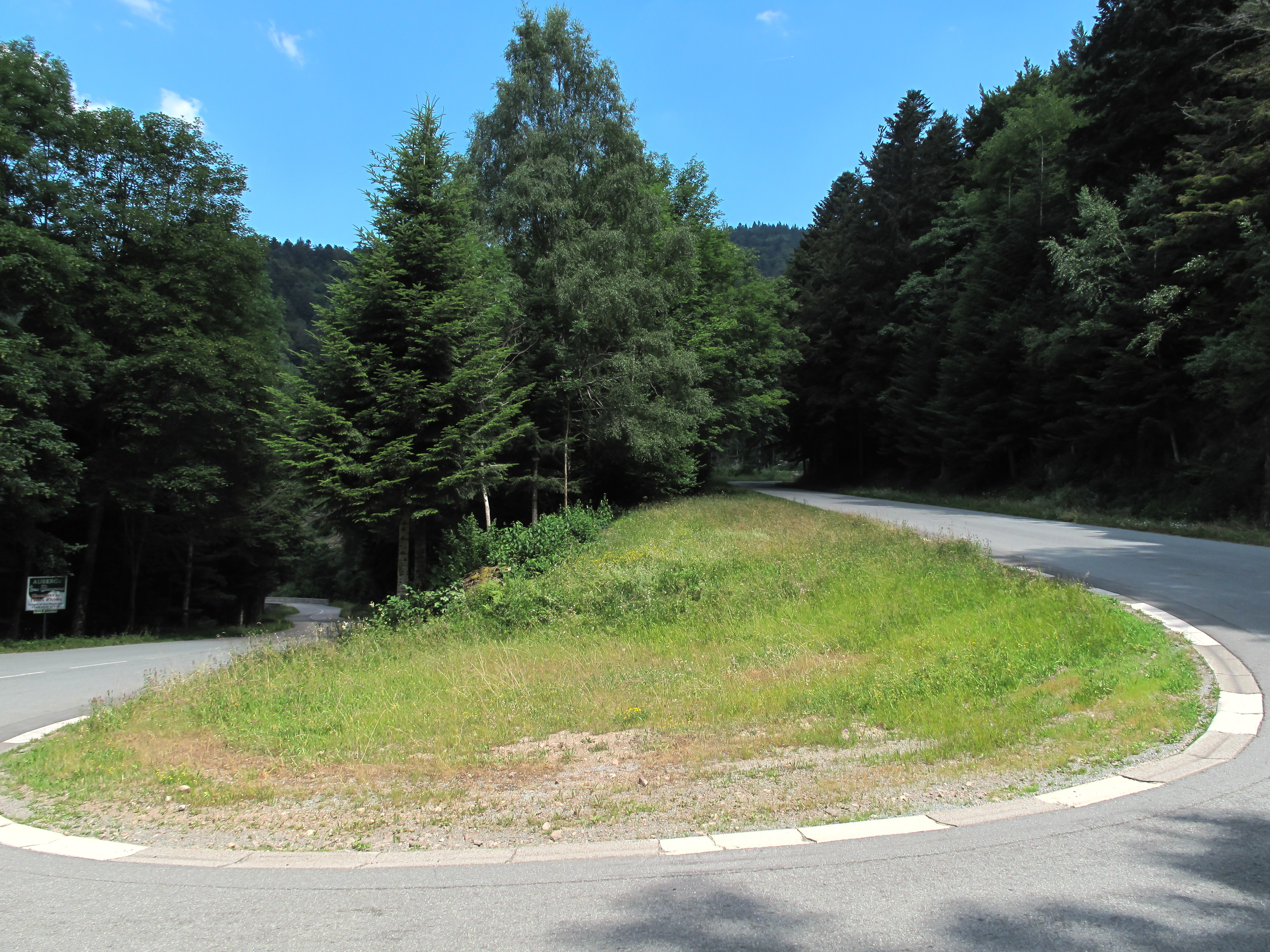
Virage en lacet.
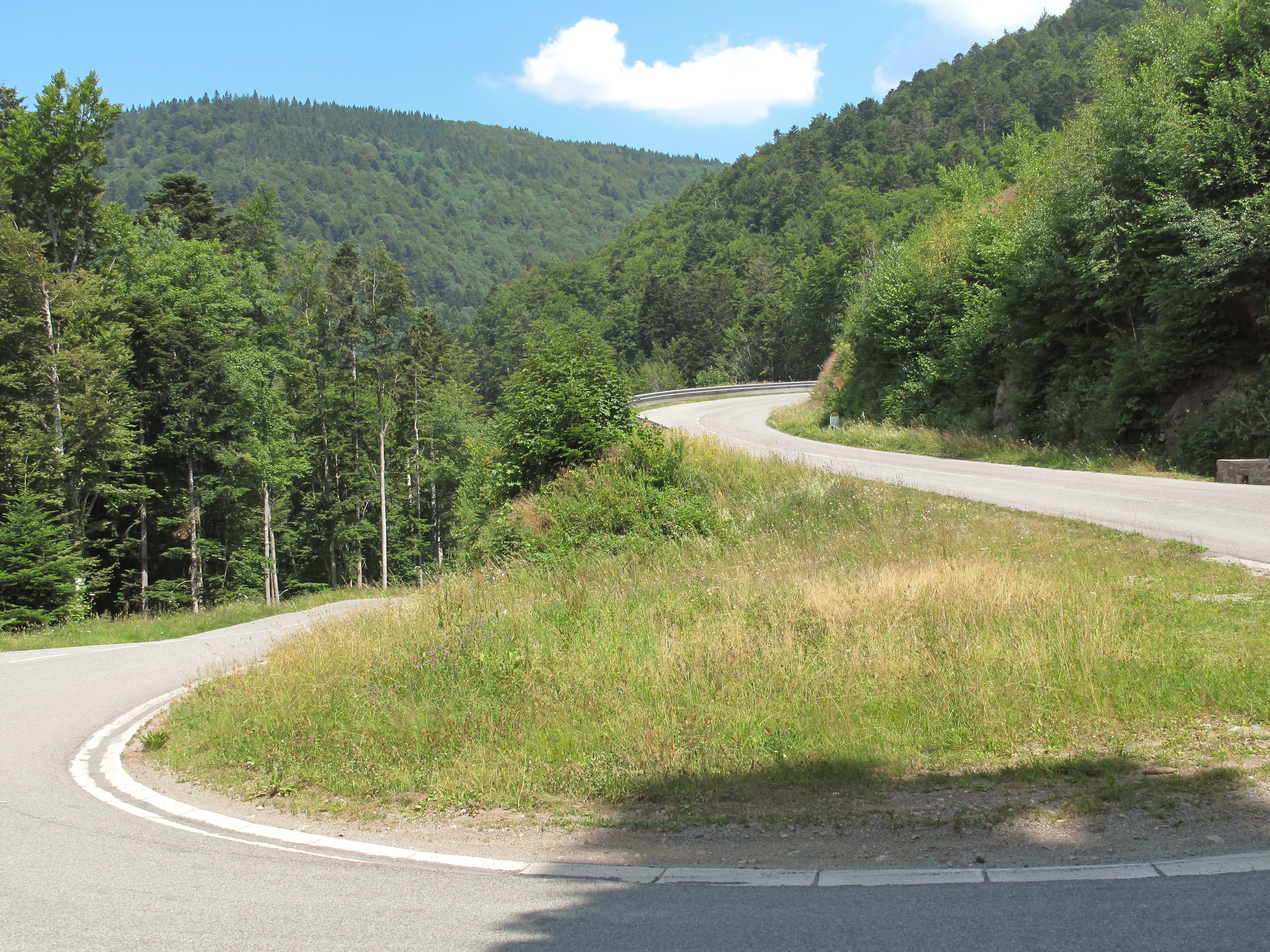
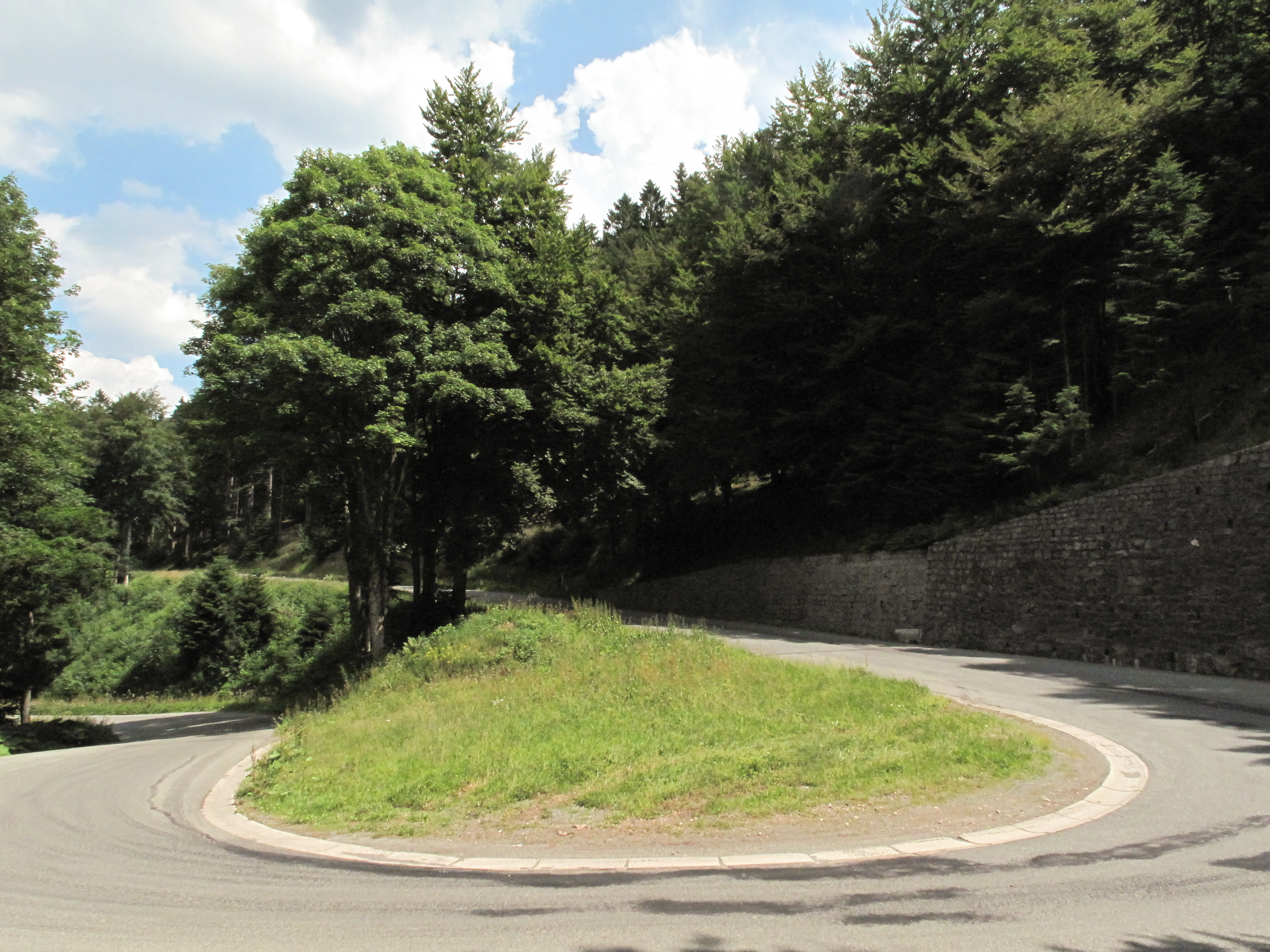

### Tour de France
Une borne René Pottier marque le passage de ce cycliste en tête de la course en 1905 et 1906. En 1967, 1969, 1972 et 1979, l'arrivée de l'étape fut jugée au col du Ballon d'Alsace. Voici la liste des coureurs passés en tête :
- 1905 : René Pottier  France
- 1906 : René Pottier  France
- 1907 : Émile Georget  France
- 1908 : Gustave Garrigou  France
- 1909 : François Faber  Luxembourg
- 1910 : Émile Georget  France
- 1911 : François Faber  Luxembourg
- 1912 : Odile Defraye  Belgique
- 1913 : Marcel Buysse  France
- 1914 : Henri Pélissier et Jean Alavoine  France
- 1930 : Antonin Magne  France
- 1933 : Vicente Trueba  Espagne
- 1934 : Félicien Vervaecke  Belgique
- 1935 : Félicien Vervaecke  Belgique
- 1936 : Federico Ezquerra  Espagne
- 1937 : Erich Bautz  Allemagne
- 1952 : Raphaël Géminiani  France
- 1961 : Joseph Planckaert  Belgique
- 1967 : Lucien Aimar  France
- 1969 : Eddy Merckx  Belgique
- 1972 : Bernard Thévenet  France
- 1979 : Pierre-Raymond Villemiane  France
- 1982 : Bernard Vallet  France
- 1997 : Didier Rous  France
- 2005 : Michael Rasmussen  Danemark
- 2019 : Tim Wellens  Belgique
- 2023 : Giulio Ciccone  Italie

### Tour de France Femmes
Il est au programme de la 8e étape du Tour de France Femmes 2022, classé en 1re catégorie. L'Espagnole Margarita Victoria García, échappée, le passe en tête.

### Cyclisme amateur
Le col du Ballon d'Alsace est également emprunté par les cyclistes amateurs sur les cyclosportives Les Trois Ballons au mois de juin et La Vosgienne à la fin du mois d'août ou au début du mois de septembre. Les concurrents du parcours Master (205 km) sur Les Trois Ballons le grimpent par Sewen alors que ceux du parcours Senior (104 km) en font l'ascension par Saint-Maurice-sur-Moselle.
Un contre-la-montre est également organisé chaque année sur le versant nord.